# Dialer
In telecomunicazioni un dialer è un programma per computer di pochi kilobyte che crea una connessione ad Internet, a un'altra rete di calcolatori o semplicemente a un altro computer tramite la comune linea telefonica PSTN o un collegamento ISDN.
In inglese to dial significa comporre, ma per quanto le diverse accezioni del termine esistano anche nella lingua originale, comunemente si intendono programmi associati a elevate tariffazioni, spesso nascondendo frodi e truffe. Nel senso più tecnico del termine, esistono comunque dialer legittimi.

## Dialer legittimi
I dialer, letteralmente "compositori" di numeri telefonici, rappresentano in ambito commerciale un tramite per accedere a servizi a sovrapprezzo o a tariffazione speciale. In particolare, il dialer è uno speciale programma autoeseguibile che altera i parametri della connessione a internet impostati sul computer dell'utente, agendo sul numero telefonico del collegamento e sostituendolo con un numero a pagamento maggiorato su prefissi internazionali satellitari o speciali. Una percentuale della somma fatturata per la chiamata/connessione viene girata dal gestore telefonico ad una terza società titolare delle numerazioni indicate.
Con la diffusione delle connessioni a banda larga e la maggiore familiarità degli utenti verso i sistemi operativi, questa categoria di programmi è caduta in disuso, sostituita da connessioni ADSL sempre attive e da utenti che impostano manualmente i parametri di connessione tramite modem remoto, cambiando periodicamente operatore telefonico.
Il problema si ripropone per tablet e smartphone che dispongono di connessioni a banda larga, ma non permanenti, e che comunque sono terminali in grado di comporre una numerazione per dirottare la connessione su altre numerazioni a pagamento. Le parti in gioco sono tre: il Content Service Provider, che fornisce i contenuti acquistabili sul telefono, in genere giochi, loghi e suonerie, servizi a carattere erotico; il Service Provider, cioè l'operatore telefonico titolare della numerazione; l'Access Provider, ovvero gli altri operatori telefonici che consentono l'accesso ai propri clienti. A questi soggetti si aggiungono i titolari dei siti che si rivolgono a un'agenzia pubblicitaria per avere inserzioni come i banner: le agenzie fungono da intermediari fra siti e agenzie inserzioniste e mettono all'asta gli spazi, fra le aziende che sono interessate a pagare la pubblicità su Internet. Fra questi offerenti, vi sono i Content Service Provider, che però non partecipano direttamente all'asta, ma lo fanno tramite i publisher che materialmente inseriscono nel sito il banner' pubblicitario con un codice JavaScript che simula il click dell'utente e lo dirotta verso numerazioni a pagamento: in questo modo il titolare del sito, pur ospitando un codice potenzialmente dannoso per l'utente, non compie nessuna azione al riguardo e non si assume responsabilità verso uno spazio pubblicitario affidato tramite un'agenzia a un publisher inserzionista, e da questi autonomamente gestito. I publisher sono per altro aziende al solito extra comunitarie, spesso di paesi dell'Est, quindi difficili da perseguire; anche perché nascono, muoiono e rinascono (con diverso nome) in poco tempo.
Diversi sistemi operativi contengono già un tale componente per permettere connessioni attraverso il Point-to-Point Protocol (PPP). Spesso i provider di accesso a Internet forniscono un CD-ROM di installazione per semplificare il processo di configurazione del dialer che si occuperà della connessione ad Internet. Tale configurazione può essere impostata manualmente inserendo il numero telefonico (unico a livello nazionale, con prefisso 702), eventualmente nome utente e parola chiave, che ormai molti operatori non richiedono più per accettare una connessione.
In Italia un provvedimento dell'autorità garante della primavera 2002 prevede alcune norme per la pubblicazione dei costi, nella stessa pagina in cui i dialer vengono proposti. Diversamente dalle normative europee per l'etichettatura, nonché di quelle per la pubblicità dei servizi telefonici, non sono stati regolamentati gli obblighi di visualizzazione dei tariffari, riguardo a colore, formato e dimensione dei caratteri.

## Dialerillegali
La maggioranza di programmi dialer sono creati per connettersi a numeri a tariffazione speciale, ad insaputa dell'utente. Solo una frazione limitata di questi dispositivi contiene l'indicazione corretta e visibile del costo, mentre la maggior parte dei dialer impostati per connettersi a numeri a tariffazione speciale utilizza metodi illegali, rientrando così nel reato di truffa.
Inserire un dialer è per un webmaster un'opportunità per guadagnare dal proprio sito. Esso si concretizza generalmente in pagamenti mensili di una percentuale sui minuti di connessione che risultino provenire dall'indirizzo IP del webmaster (ovvero da utenti del suo sito che hanno cliccato il banner o autorizzato, non consapevoli del rischio, il download di software maligno). Incentivo a tale tipo di guadagni è l'impraticabilità per i webmaster dell'invio di fatture all'utente per le informazioni o altri servizi erogati dal sito, e l'automatico l'addebito in bolletta, il che, di fatto, è il modo più sicuro per ottenere il pagamento.
Inoltre, l'uso di dialer ammortizza nel commercio pubblicitario via Internet la quasi totale sparizione del pay per click (su inserzioni pubblicitarie), avendo i navigatori capito come aggirare facilmente i pop-up (con appositi programmi come la Google Toolbar, o disabilitandoli dal browser).
Varie aziende che si occupano di dialer forniscono banner, numeri a pagamento e una percentuale al webmaster interessato a prendere parte al progetto. Costui deve solo contattare queste aziende, le quali invieranno via posta elettronica tutto il materiale, pronto da "incollare" nel sito. L'eccezionale facilità di installazione, che non richiede capacità di programmazione, ha favorito decisamente lo sviluppo del fenomeno dialer nei primi anni di diffusione.
La creazione di un dialer comporta l'onere di un'autorizzazione ministeriale per ottenere la numerazione, che viene registrata presso il Ministero. Varie società acquistano blocchi di numeri e li rivendono o subappaltano ad altre; ciò rende difficile risalire al titolare del dialer dal quale è stato truffato l'utente. La gran parte delle ricerche in questo senso termina di fronte a società fantasma con sede legale nei paradisi fiscali, di fatto rendendo irreperibili i veri fautori della truffa. Singole persone o società stipulano contratti con compagnie telefoniche italiane o straniere, che possono rifiutarsi di fornire informazioni per identificare il titolare del contratto. Analogamente gli importi vengono accreditati in Paesi dove il segreto bancario vieta di fornire il nominativo del titolare del conto corrente.
Talora questi dialer tentano di accedere piuttosto che a un singolo nodo (il PC di chi ha la super-bolletta), all'intera rete di un operatore di telefonia, installandosi dapprima su computer collegati alla Intranet dell'operatore telefonico (come postazioni dei call-center o di personale con privilegi di amministratore), per allargarsi poi come virus a tutti i nodi della rete.
I dialer possono installarsi e creare connessioni a pagamento anche su dispositivi di rete come modem e router, dai quali la propagazione in rete è ancora meno protetta. Da alcuni di questi centri (come Milano e Roma), parte fisicamente la dorsale Internet, dalla quale partono i cavi che convogliano il traffico web nazionale e danno banda alle centrali telefoniche; qui, in particolare, i dati viaggiano alla velocità di gigabit al secondo e il dialer può propagarsi velocemente. L'utente, semplicemente componendo il numero dell'operatore coinvolto, può trovarsi il dialer sul computer senza aver visitato nessun sito porno o di loghi e suonerie (il virus proviene da dispositivi di rete cui si è dovuto connettere per avere accesso a Internet). L'operatore telefonico a sua volta aggiorna l'antivirus aziendale, per impedire la propagazione del dialer e il firewall per bloccare connessioni a pagamento dalle postazioni di proprietà dell'azienda; contestualmente, però, non aggiorna i blocchi delle numerazioni a pagamento agli utenti che hanno richiesto la disabilitazione, né ha l'obbligo di comunicare ai clienti l'esistenza di un pericolo, che proviene da un bug irrisolto nella sicurezza della propria Intranet.
Essendo i dialer classificati come "servizi a valore aggiunto", vengono abilitati all'utente senza sua richiesta, e la disabilitazione può essere a pagamento. Si tratta di un controsenso presente ai clienti di molti operatori telefonici, che si trovano a pagare per terminare un servizio mai richiesto.
La tariffazione dialer scatta anche se non si fruisce del servizio specifico (ossia non viene effettuato alcun download se non quello di alcune pagine del sito): se c'è informativa, di solito il numero a pagamento funziona solo su un sito, per accedere ai suoi servizi; i dialer che tendono a nascondersi "funzionano" per l'accesso a qualunque sito e sono illegali anche in presenza di informativa in quanto svolgono attività di ISP senza autorizzazione.
Se non avvertono della connessione a pagamento, i dialer sono illegali.
Il titolare del servizio dialer deve indicare fin dal primo contatto modalità e costi del servizio. Diversamente, si tratta di pubblicità ingannevole.
Spesso l'avviso è presente, ma poco visibile, a fondo pagina, scritto con caratteri piccoli o in lingue straniere che spingono il navigatore a credere si tratti di un innocuo plug-in da installare. La legge, però, non prevede alcuna specifica sulla dimensione del carattere o sulla visibilità delle tariffe.
Predisporre un servizio cui gli utenti possano connettersi tramite un numero telefonico speciale non è molto costoso e permette di ottenere rapidamente discreti profitti, specialmente se i metodi usati non sono proprio ortodossi. Le tariffe sono infatti molto elevate (nell'ordine di diversi euro al minuto) e la lentezza della connessione costringe l'utente a tempi di connessione piuttosto lunghi.
Il metodo meno invasivo che questi software maligni usano per convincere l'utente ad installarli è fornire informazioni incomplete. Sono numerosi i siti Web che promettono loghi e suonerie per il telefono cellulare, canzoni e file MP3, ricette culinarie, immagini pornografiche gratuitamente, a patto che il navigatore installi un certo programma, anch'esso offerto gratuitamente. Il programma è in realtà un dialer che si connette a numeri telefonici dall'elevato costo (anche 3 euro/minuto), di solito un file .exe (ossia un file eseguibile). Le informazioni sul prezzo e sul numero chiamato sono spesso assenti o nascoste, inducendo di fatto l'utente a credere che i servizi offerti siano effettivamente gratuiti.
La maggior parte dei dialer maligni usa però metodi ancora più discutibili:
- sfruttano i bug dei browser o dei programmi di posta elettronica per installarsi automaticamente, in maniera analoga a trojan e spyware;
- disabilitano l'altoparlante del modem e i messaggi che normalmente appaiono durante la connessione, in modo che l'utente non si accorga della disconnessione o della composizione di un numero diverso da quello dell'ISP dai toni dei numeri durante la composizione;
- si sostituiscono alla connessione predefinita, in modo da essere utilizzato inconsapevolmente dall'utente ad ogni collegamento ad Internet, con risultati devastanti per le finanze della vittima;
- tentano inoltre di impedire la propria disinstallazione, avviando automaticamente all'avvio un processo che provvede alla reinstallazione qualora l'utente tenti di cancellare il malware (anche questo comportamento è simile a quello di spyware e trojan).

Esiste la possibilità di disabilitare gratuitamente dal gestore telefonico le connessioni a numeri a pagamento, tuttavia la disabilitazione è soltanto una protezione parziale, poiché periodicamente nascono nuovi prefissi che non sono inclusi ancora nella lista dei numeri "proibiti": i dialer non fanno altro che cambiare il numero a cui connettersi.
In Italia, la disabilitazione gratuita riguarda le numerazioni 144, 166, 899, 163 e 164 per le quali è anche previsto l'obbligo d'informativa sui costi ad inizio chiamata. In tale fascia di numerazioni rientrano servizi di intrattenimento, assistenza, consulenza, televoto, raccolta fondi o sondaggi di opinione.
I dialer spesso rinviano a siti che girano su server stranieri oppure a numerazioni internazionali per differenti motivi:
1. in alcuni Paesi stranieri le legislazione in materia di contenuti pornografici e tariffazioni a pagamento in genere sono meno vincolanti, o magari non prevedono una responsabilità penale dei webmaster.
2. le politiche degli ISP non sono restrittive e si trovano società di hosting disposte ad ospitare questi siti nei loro server. Ciò risente della legislazione nazionale.
3. La banda larga è a buon mercato e si trovano società che offrono 200-300 gigabit al mese per qualche centinaio di euro l'anno. La banda necessaria è pari al numero medio di utenti collegati per le pagine visitate in media da un utente, per il peso medio (comprensivo di foto e video scaricati) di una pagina.
4. i gestori di telefonia locali non disabilitano l'accesso a certe numerazioni a pagamento.

Al fenomeno contribuisce il fatto che non esistono accordi internazionali in materia di dialer. Inoltre, l'interoperabilità delle reti è la regola e riguarda anche le numerazioni a valore aggiunto. Non solo in Italia, ma anche all'estero, la regola prevede che siano gli utenti a chiedere la disabilitazione. Perciò, i numeri dialer sono sempre accessibili a clienti che chiamano dall'estero, che dovrebbero avere un contratto col gestore della rete di quella nazione locale nel quale hanno chiesto la disabilitazione (cosa evidentemente improponibile).
Molti webmaster sceglievano gli USA per l'hosting di siti per adulti, dove la banda è a buon mercato e la legislazione era più "tollerante". Una nuova legge (18 U.S.C. 2257), però, ha introdotto molte restrizioni, imponendo ai titolari dei siti di dimostrare che modelle/attori coinvolti nel materiale pornografico erano maggiorenni al momento delle riprese.

### Dialer e ADSL
Gli utenti con una connessione ADSL o su linea dedicata (per esempio una connessione a Internet attraverso la rete locale) non sono soggetti alla minaccia dei dialer. Tali connessioni avvengono senza la composizione di un numero ma tramite una connessione diretta con l'ISP.
I router e altri apparati che mantengono una connessione permanente ("always on") hanno solo un'impostazione software che impedisce una connessione con differenti numerazioni, ma dispongono di una composizione che un dialer-virus può modificare per connessioni a numeri a pagamento.
Si noti che gli operatori di telefonia attivano anche su linea ADSL i servizi di disabilitazione gratuita e a pagamento per le chiamate verso numerazioni speciali e non geografiche.
Basti pensare che durante una chiamata via Internet (Voice over IP) con connessione ADSL, presso Skype o altri fornitori del servizio, esisterà un modem ADSL che riceve il nostro segnale e nel contempo compone un numero di telefono e supporta una connessione analogica (in entrambe le direzioni) verso il telefono/cellulare che si sta contattando. Si vede bene come un apparato ADSL è collegabile ad un altro in grado di comporre qualunque numerazione, e che tale possibilità può esserci presente nello stesso modem ADSL.
Le conseguenze vi sono se il computer o la rete è comunque collegato ad un modem analogico o ISDN, che rimanda ad una seconda linea non ADSL. Si possono connettere due modem ad un PC, ad esempio collegando uno alla porta per doppino e l'altro alla porta Ethernet.
Il dialer può attivare una connessione analogica o ISDN tramite il relativo modem e la seconda linea.
Se invece si tenta di collegare un modem ISDN o analogico alla presa di una linea telefonica ADSL (con modem ADSL spento), non è comunque possibile stabilire una connessione analogica o ISDN.

### Identificazione
In aggiunta alle precauzioni esposte per gli spyware, è utile controllare periodicamente che la connessione predefinita utilizzi il numero fornito dal proprio provider e chiedere la disattivazione dei numeri a valore aggiunto al gestore telefonico. In aggiunta si possono utilizzare appositi programmi specifici antidialer che bloccano la connessione ai numeri non espressamente autorizzati.
Poiché i dialer non sono veri e propri virus (non ne hanno la struttura e non funzionano allo stesso modo), è generalmente improbabile che anche il migliore degli antivirus ne riconosca sempre la presenza o ne blocchi il funzionamento. Non esistono generazioni e famiglie di dialer, quanto "dialer standard" che seguono dei comandi illustrati nelle istruzioni dei modem usati nella comunicazione modem-PC, richiedono di programmare poche righe di codice, cambiando semplicemente il numero telefonico e il valore di qualche parametro; se il dialer non installa nulla, è standalone, modifica i valori di alcune chiavi di sistema all'interno di un insieme di valori che è previsto per quelle chiavi, e non ne introduce di nuove, non è identificabile dai programmi di scansione del registro, a meno che non abbiano una backup delle impostazioni predefinite.
Con l'inizio del nuovo secolo è stata peraltro notata l'esistenza di una seconda generazione di dialer, capace di servirsi dei controlli ActiveX, e quindi ottenendo accesso all'hardware del computer e ai registri di configurazione in modo da prendere il controllo completo della macchina. È possibile proteggere l'accesso a tali controlli disabilitando i controlli ActiveX: così sarà possibile impedirne l'accesso ad applicazioni diverse dai componenti del sistema operativo.

### Manipolazioni da parte dei webmaster
Un eseguibile che collega il PC direttamente al numero a pagamento può interessare il proprietario della numerazione, non il webmaster.
Chi sponsorizza con apposite banner i servizi a valore aggiunto sul proprio sito, può essere interessato ad altre tecniche:
1. impostare nel codice HTML della pagina web un reindirizzamento al sito del proprietario della numerazione "a valore aggiunto", dal quale scaricare loghi, suonerie, ecc. In questo modo, tutti gli utenti del sito, non solo quelli che cliccano sul banner, saranno fonte di commissioni da incassare dal proprietario del dialer.
2. modificare le impostazioni di connessione e inserire la homepage del sito, come pagina predefinita della connessione Internet. In questo modo, ogni volta che l'utente si connette a Internet (non solo al sito) viene inviato dapprima al sito, e poi dal reindirizzamento al sito dialer.

Il webmaster non ha interesse particolare che questa connessione avvenga con un dato operatore o a una certa numerazione. L'importante è che composto il numero e aperto il browser, il primo sito visualizzato (pagina predefinita) sia il suo e, il secondo, quello del dialer.
Il reindirizzamento non aggiunge né elimina chiavi del registro di sistema, ed è eseguita dal server. Perciò, non è un accesso abusivo al sistema informatico dell'utente.
Lo è, invece, il cambiamento di un menù del pannello di controllo, quale è la pagina predefinita.
Se poi questo serve a collegare a siti a pagamento, a insaputa dell'utente, si configura il reato di frode informatica.

### Differenti versioni del sito
Il webmaster o il proprietario del sito da cui si accede al materiale a pagamento possono realizzare due versioni. Quella col codice illegale potrebbe essere eseguita casualmente solo su alcuni client.
In questo modo, la maggioranza degli utenti di un sito sarà collegata al dialer solo se clicca sul banner e solo per quella connessione; una minoranza aprirà una versione "non pulita" del sito che avrà un reindirizzamento a oppure una modifica della pagina web predefinita.
Questo fatto renderebbe più difficile il reperimento della versione illecita del dialer.
In alternativa, alla versione standard del sito con tanto di informativa su tempi e costi, possono essere lanciate delle procedure (esempio finestre di pop-up) che rendono automatico il clic sull'inserzione e sulla finestra informativa dei costi e di accesso al materiale dialer (quella col pulsante "Clicca Sì").
Perciò, un utente che non si accorge della manomissione, può essere collegato anche senza aver letto l'informativa.
Il proprietario del materiale dialer potrebbe verificare l'effettiva presenza dell'utente dietro al PC e del suo consenso informato, richiedendo prima del download di digitare una stringa, generata per ogni collegamento. Questa procedura non può essere ancora eseguita in automatico da un computer.

## Normativa italiana
Il Decreto Ministeriale 2 marzo 2006, n.145 - Regolamento recante la disciplina dei servizi a sovrapprezzo disciplina la materia in Italia.
Il mercato dei dialer italiano è il più fiorente e denso di insidie al mondo.
L'Italia, infatti, è il Paese nel quale a partire dai primi anni novanta fino a oggi le truffe per dialer hanno registrato il maggior numero di denunce, e dove le numerazioni "speciali" autorizzate (nonché gli utili dichiarati dalle società operanti in questo mercato) sono in assoluto le più numerose.
Il Ministero delle comunicazioni italiano ha vietato la pubblicazione delle ultime tre cifre delle chiamate ricevute, in una interpretazione della direttiva 97/66 CE del 15 dicembre 1997, il cui scopo era normalizzare la trasparenza verso gli utenti. Sfruttando infatti la possibilità di garantire l'anonimato di chi chiama (ma non di chi viene chiamato), viene resa difficoltosa l'individuazione del dialer senza il tabulato, che nei primi anni di applicazione era disponibile solo per chi lo chiedeva esplicitamente.
A fronte della mancanza di un servizio di Whois e della completa lista dei numeri chiamati, non era dunque possibile capire nell'immediatezza la causa di bollette particolarmente "salate", né effettuare appropriate denunce in tempi ragionevoli; ciò è anche dovuto al fatto che, secondo la legge italiana, l'Autorità garante della concorrenza e del mercato può agire solo in presenza di una denuncia circostanziata.
Il Garante per la privacy, ha però modificato la precedente normativa; infatti a partire dal 1º luglio 2008 le compagnie telefoniche sono autorizzate ad emettere fatture dettagliate in cui anche le ultime tre cifre possono essere in chiaro. Se l'operatore sceglie questa modalità, gli abbonati che intendono, invece, continuare a ricevere bollette con la fatturazione dettagliata, ma con le ultime tre cifre oscurate, dovranno richiederlo espressamente al gestore. In ogni caso, l'abbonato può sempre chiedere di conoscere i numeri per intero delle utenze che ha chiamato. Ove il titolare del trattamento non dia riscontro alla richiesta nel termine di 15 giorni o la risposta sia ritenuta inidonea, l'interessato potrà, alternativamente, fare ricorso al Garante o adire l'autorità giudiziaria, ai sensi degli artt. 145 e ss. del Codice.
Per le denunce compete la Polizia Postale; per richiedere la disabilitazione (non prevista per tutti i numeri o per chiamate oltre un certo prezzo), reclami o segnalazioni a seguito di una bolletta occorre chiamare il servizio clienti del proprio gestore telefonico.
I numeri dialer sono un servizio autorizzato da apposito regolamento del Ministero delle Telecomunicazioni. Esiste un sostanziale vuoto legislativo in materia, mentre da alcuni anni vengono discusse, con le associazioni dei consumatori e altri soggetti, varie proposte di regolamentazione con norme di contestazione degli addebiti e gratuità dei servizi di disabilitazione. Non è in corso né è presente nelle proposte attuali un limite alla tariffa al minuto, né l'obbligo di classificare con uno stesso prefisso servizi che rientrano in una data fascia di prezzo o la pubblicazione dei numeri dialer nei tabulati. È una situazione che trova ampio spazio di manovra in Italia, mentre in altri Stati dell'Unione europea esistono legislazioni in questo senso più ferree.
In mancanza di una legge, si moltiplicano le cause di conciliazione arbitrale fra i danneggiati dai dialer e gli operatori telefonici, una via più rapida di una causa civile per ottenere una riduzione o annullamento degli addebiti. Gli incontri hanno luogo con la mediazione delle associazioni dei consumatori, a sostegno di chi ha pagato la quota d'iscrizione.
L'unico provvedimento che impone delle limitazioni in materia di dialer è il regolamento n.385 del 13 luglio 1995, che prevede la comunicazione dei costi del servizio; peraltro, si tratta di un regolamento disatteso nella stragrande maggioranza dei casi.
Detto regolamento rende possibile l'abilitazione di servizi dialer anche da parte di enti pubblici; un esempio di servizio dialer pubblico abbastanza diffuso è la consultazione delle Gazzette Ufficiali degli anni precedenti.

### Denunce e risvolti legali
I numeri a decade 7 sono stati predisposti per il solo accesso a Internet da parte dei provider a pagamento. Ogni altro uso è illecito. Spacciare quindi loghi, suonerie, foto, pornografia o altro attraverso connessioni 70 è quindi fuori legge. L'autority ha vietato di pubblicizzare come normale connessione Internet (servizio di ISP) il download di dati a pagamento; a definirsi ISP erano numerosi siti di loghi, suonerie, appunti per tesine.
È stato inoltre fissato per numerazioni 700, 702, 709 un massimale di 6 eurocent al minuto e di 10 eurocent alla risposta. Si è trattato del primo massimale introdotto per un piano tariffario. Nel provvedimento testualmente "viene ribadito il divieto di offerta di servizi a sovrapprezzo per le numerazioni dedicate ai servizi di accesso a Internet (701, 702, 709)".
La prima indagine arrivata a rinvii a giudizio per frode informatica dei responsabili informatici di alcune società è l'inchiesta "Stopdialer" condotta nel 2003 dalla procura di Imperia.
L'ammontare di denunce alla Polizia Postale è intorno a 200.000 nel 2004, ma si stima che gli italiani coinvolti siano intorno ai 2 milioni. Nonostante la dimensione del fenomeno, non esistono né in Parlamento né a livello europeo disegni di legge per affrontare la questione.
È oggetto di contestazione la legittimità dell'addebito in bolletta di servizi a pagamento, che secondo alcuni giuristi dovrebbe essere sostituita da pagamenti con carta di credito. In tale modo, l'utente vedrebbe subito quanto spende.
L'operatore telefonico incassa una tariffa al minuto maggiore della normale tariffa Internet e partecipa al guadagno insieme al titolare del sito.
Giuridicamente la fattura è inviata dopo la firma di proprio pugno di un contratto di somministrazione fra l'utente e l'operatore telefonico, in cui fa fede il tabulato ed esclude rapporti o obblighi con terzi come il titolare di un sito dialer. L'operatore pretende il pagamento o perché è obbligato a fatturare e incassare, o perché anticipa per conto del cliente l'importo. Il consenso dato dall'utente che clicca "sì" su alcune inserzioni web non ha alcun valore in quanto l'utente può non essere maggiorenne e non vi è firma digitale che autentichi il suo consenso.
Non essendo un contratto, il titolare del servizio dialer non ha alcun scritto per esigere il pagamento dei servizi forniti, seppure dai tabulati dell'operatore sia in grado di documentare che l'utente si è disconnesso e poi riconnesso al numero telefonico relativo al sito dialer.

### Onere della prova
L'onere della prova di un uso inconsapevole del numero dialer è a carico dell'utente secondo una sentenza della Corte Suprema che ha fatto giurisprudenza.
È da notare che l'onere della prova della buona o mala fede delle parti in causa, oggettivamente difficile in questi casi, non è più dell'utente (che deve dimostrare la sua buona fede), ma è carico del titolare del dialer: costui, esigendo il pagamento e non vedendoselo corrispondere, dovrà provare che in realtà è l'utente in malafede.
Se in Italia non vi sono precedenti di utenti cui sia stata annullata una super-bolletta (per la parte contestata), non esistono dall'altro lato precedenti di titolari di siti dialer che abbiano chiamato in causa ed ottenuto il pagamento da utenti che si sono rifiutati di pagare.
L'utente rischia un provvedimento non da parte del titolare del sito dialer, ma dall'operatore telefonico: in caso di archiviazione della denuncia alla Polizia Postale o Carabinieri, l'operatore può staccargli la linea telefonica se ritiene la contestazione illegittima e lo considera moroso.

### Frode informatica e accesso abusivo
Gli estremi di reato sono: frode informatica (di cui all'art. 640 ter codice penale, che prevede la reclusione da sei mesi a tre anni e una multa da 51 euro a 1.032 euro); il reato ex art. 615 ter del codice penale (accesso abusivo ad un sistema informatico o telematico); reato di diffusione di programmi diretti a danneggiare o interrompere un sistema informatico, disciplinato dall'art. 615 quinques, sempre del codice penale.
I reati di accesso abusivo e di frode informatica possono formalmente concorrere anche se si tratta di reati totalmente diversi in quanto il secondo postula necessariamente la manipolazione del sistema, elemento costitutivo non necessario per la consumazione del primo. La differenza tra le due ipotesi criminose si ricava, inoltre, dalla diversità dei beni giuridici tutelati, dall'elemento soggettivo e dalla previsione della possibilità di commettere il reato di accesso abusivo solo nei riguardi di sistemi protetti, caratteristica che non ricorre nel reato di frode informatica.
Il reato di frode informatica ha la medesima struttura ed i medesimi elementi costitutivi della truffa. Si differenzia solamente perché l'attività fraudolenta investe e manipola un sistema informatico e non il suo possessore, spesso ignaro e indotto in errore da una totale mancanza di informazioni.

### Norme sui servizi non richiesti
La legge vieta esplicitamente l'attivazione di servizi non richiesti: infatti,
(decreto 22 maggio 1999, convertito in legge dal Parlamento per recepire la direttiva 2005/29/CE dell'11 maggio 2005 sulle pratiche commerciali sleali)
La legge non chiarisce cosa si intenda per "previa ordinazione": non è chiaro, quindi, se si tratti della firma di un contratto scritto, della registrazione vocale a un call center o di un'altra forma di verifica del consenso. Comunque non pagare servizi non richiesti non è morosità, ma un diritto previsto dalla legge.
La delibera del 13 marzo 2002 dell'Agcom obbliga gli operatori telefonici a fornire la disabilitazione gratuita dei numeri 892 e 899.
La delibera Agcom 418/07/CONS obbliga gli operatori telefonici a disabilitare gratuitamente tutte le numerazio a pagamento a partire dal 1º ottobre 2008, salvo diversa richiesta dell'utente.
L'utente ha diritto, sempre gratuitamente, a attivare/disattivare il blocco dei numeri a pagamento tramite un PIN.
In caso di addebito in bolletta, è possibile pagare con un nuovo bollettino postale la parte della bolletta che non si intende contestare.
In teoria, l'utilizzo dei servizi dialer dovrebbe richiedere una specifica autorizzazione e abilitazione.
Più in generale, è consolidato in giurisprudenza (vedi bolletta) che i contratti di fornitura di servizi cadono nell'ambito del diritto privato, disciplinato dal codice civile, per il quale l'onere della prova spetta al fornitore di servizi.
La bolletta non ha valore probatorio se contestata dall'utente, e l'operatore deve dimostrare in altro modo, con fotografie mensili dei consumi per il contatore in centrale telefonica, e mediante tabulati, il corretto funzionamento dei contatori e la corrispondenza con quanto trascritto in bolletta.
Pena la nullità, quando viene attivata la linea, il contratto di servizio deve almeno rispettare gli obblighi di legge. Questi obblighi sono indicati nella legge sul servizio universale, che è l'unica norma a cui è soggetto il gestore della rete, e sono: un collegamento internet ad almeno 30 kbit e le chiamate voce.
Per tali servizi, la legge non specifica che il collegamento Internet deve essere in decade 700, 701 o 702, che ormai da venti anni sono i prefissi dedicati alle connessioni "ordinarie". In generale, la legge non fa riferimento né alle numerazioni né alle tariffe.
Tuttavia, numerazioni e costi sono i criteri per distinguere un servizio a valore aggiunto da un normale collegamento Internet, premessa necessaria affinché esistano contratti che ne vietano l'uso.
In particolare, la legge non prevede un massimale, che è eventualmente determinabile dall'Agcom. Perciò, dai collegamenti internet non sono esplicitamente esclusi i servizi a pagamento, che andrebbero oltre questo massimale.
L'obbligo di interconnessione rispetta un principio accettato da tempo, uno dei quattro principi base di una rete informatica, che sono: interoperabilità, accessibilità, usabilità e scalabilità.
La legge sul servizio universale vieta il distacco della linea telefonica per il rifiuto di pagare servizi non richiesti, ma anche per un reclamo sull'intera bolletta. Quindi il distacco non avviene nemmeno se l'utente rifiuta di pagare l'intero importo, e non solo la parte che ritiene che non doveva essergli addebitata.
In caso di distacco, l'operatore telefonico è tenuto a riattivare la linea se a farne richiesta è un titolare della linea non moroso nei confronti dell'azienda, come un membro dello stesso nucleo familiare che non ha avuto precedenti rapporti contrattuali con la società.

### Obbligo di interconnessione e fatturazione per tutti i POP
Inoltre, la normativa impone a chi fornisce l'accesso l'obbligo di interconnessione delle reti e di fatturazione degli incassi.
Telecom Wholesale può rivendere doppini (capacità di traffico) all'ingrosso ad altri operatori che diventano proprietari del doppino fra la casa e la centrale telefonica. In centrale, collegano fisicamente il doppino dei loro clienti all'apparecchiatura POP di loro proprietà. Questa apparecchiatura, come ogni nodo della rete telefonica, deve dare accesso a tutti gli altri nodi, anche a quelli cui è associato una numerazione a pagamento.
Grazie all'obbligo di fatturazione, il proprietario del dialer illegale non è tenuto a preoccuparsi dell'incasso. diversamente, dovrebbe inviare all'utente una regolare bolletta, in cui sono indicati gli identificativi, una sede legale e altri dati utili per una denuncia, in caso di abusi.
Un soggetto autorizzato a fornire servizi a valore aggiunto, può invocare da parte dell'operatore l'obbligo di riscuotere dal cliente il pagamento, anche se sul sito utilizza dei dialer palesemente illegali.
Appurato che ci sono dialer che connettono illegalmente a insaputa dell'utente ad un numero a pagamento, la legge non prevede la revoca della licenza ministeriale al titolare di questa numerazione. Da notare è che il webmaster che ospita dialer illegali, riceve un compenso da parte del proprietario della numerazione, che però non è tenuto a controllare se i suoi fornitori rispettano la legge.
In questo senso, non è prevista la comunicazione al Ministero di questi "webmaster fornitori", un controllo periodico della loro attività. La Polizia Postale non ha potere di far chiudere un dialer, una volta notato che paga dei webmaster che esercitano l'attività illegalmente.
Provare che il software entra illegalmente nel computer, manomette le proprietà di connessione a insaputa dell'utente è molto più semplice che provare che l'utente era in buona fede e non ha fruito del servizio.
Anche se il dialer fa queste cose, si riconnette automaticamente a un numero a pagamento, in modo silenzioso, eliminando le altre connessioni, è difficile provare la buona fede. Questo richiederebbe ad esempio di provare che:
- l'utente non ha cliccato sul banner e scaricato il programma illegale pur di fare il download di loghi, suonerie, materiale porno;
- che le volte successive in cui ha funzionato il dialer, l'utente non era al computer, lasciato in stand-by col cavo non staccato e modem acceso, cosicché era possibile un collegamento a Internet;
- che, in alternativa, mentre era connesso ad una numerazione a pagamento, l'utente navigava in siti differenti;
- la presenza di materiali sul PC dipende da download dal sito a pagamento, avviati in automatico dal programma dialer. Questa tecnica potrebbe essere usata per mostrare che il servizio è stato effettivamente utilizzato e richiedere un pagamento. Inoltre, è utilizzata perché dopo 10-20 minuti di inattività, la connessione viene interrotta.

La revoca della licenza di per sé è un provvedimento amministrativo, opponibile al Tribunale Amministrativo Regionale, ma indipendente da un procedimento penale.
Tuttavia, per i dialer è necessario un procedimento per reati tipo quelli di frode informatica in cui una condanna fa venir meno i requisiti morali del titolare necessari per avere e rinnovare l'autorizzazione. Tra l'altro, la Polizia non può procedere d'ufficio, ma su denuncia di un utente.
Un'importante decisione dell'Autorità garante della concorrenza e del mercato del 17 febbraio 2008 ha per la prima volta obbligato Telecom a sospendere i distacchi della linea telefonica e i procedimenti per morosità nei confronti di utenti che hanno contestato addebiti anomali in bolletta.
L'operatore è stato a sua volta sollevato dagli obblighi di fatturazione e di incasso nei confronti dei titolari dei dialer.

## Normative negli altri Paesi
Soltanto in Germania è stata varata una legge con maggiori tutele per il consumatore, fra le quali in particolare un massimale sulle tariffe al minuto. Di rimando, vi è stata una sentenza della Corte Suprema Tedesca che afferma il principio dell'illegittimità degli addebiti se fatti a insaputa dell'utente.